# Milavčići
Milavčići (cyr. Милавчићи) – wieś w Serbii, w okręgu raskim, w mieście Kraljevo. W 2011 roku liczyła 376 mieszkańców.